# Campyloneurum brevifolium
Campyloneurum brevifolium är en stensöteväxtart som först beskrevs av Conrad Loddiges och Link, och fick sitt nu gällande namn av Link. Campyloneurum brevifolium ingår i släktet Campyloneurum och familjen Polypodiaceae. Inga underarter finns listade.